# Aspidura ceylonensis
Haplocercus ceylonensis är en ormart som beskrevs av Günther 1858. Haplocercus ceylonensis ingår i släktet Haplocercus och familjen snokar.
Artens utbredningsområde är Sri Lanka. Inga underarter finns listade i Catalogue of Life.
Honor lägger ägg.